# NGC 3248
NGC 3248 је лентикуларна галаксија у сазвежђу Лав која се налази на NGC листи објеката дубоког неба.
Деклинација објекта је + 22° 50' 51" а ректасцензија 10h 27m 45,3s. Привидна величина (магнитуда) објекта NGC 3248 износи 12,6 а фотографска магнитуда 13,6. NGC 3248 је још познат и под ознакама UGC 5669, MCG 4-25-20, CGCG 124-24, PGC 30776.